# جوكولسارلون

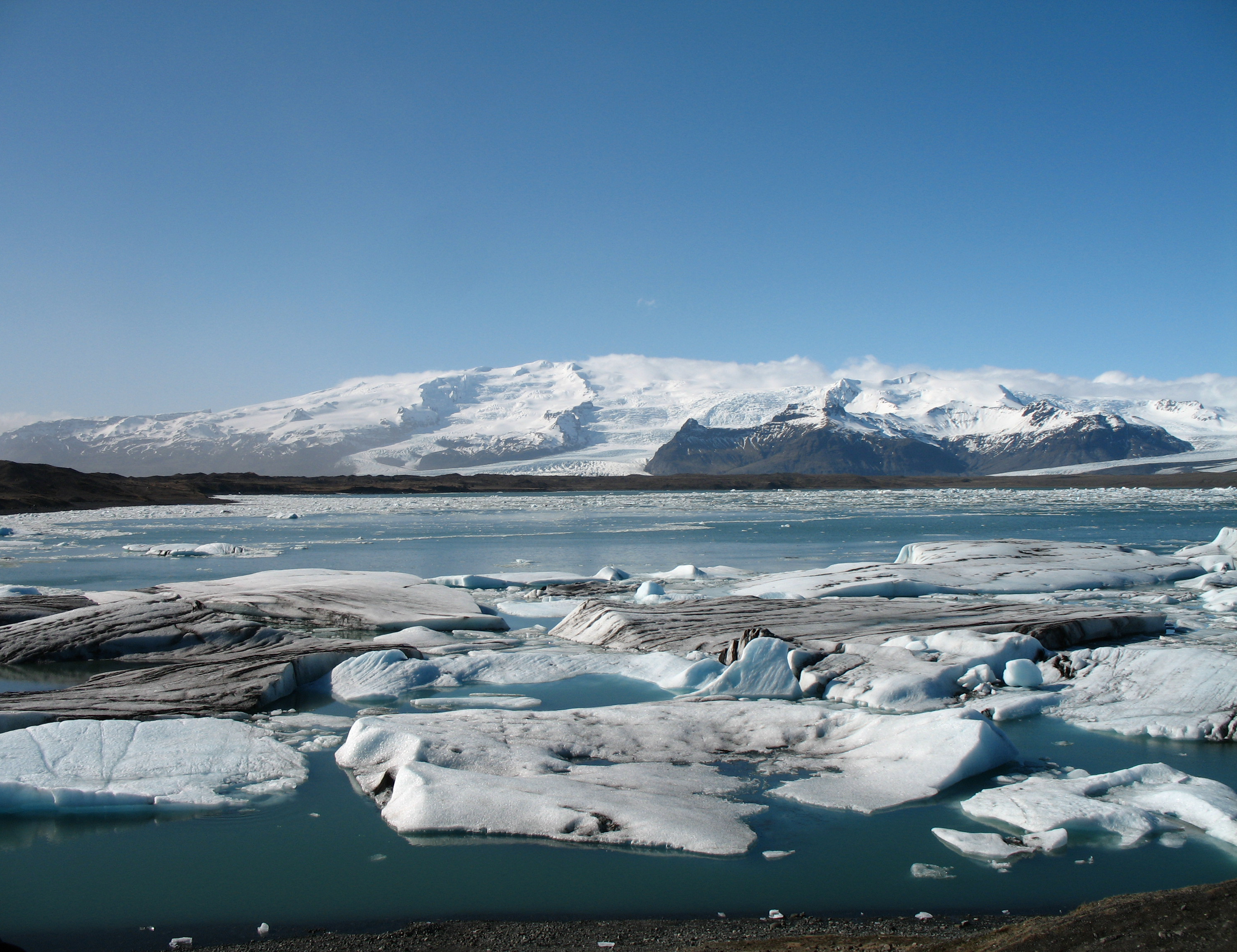
جوكولسارلون

جوكولسارلون (Jökulsárlón) هي من أشهر وأكبر البحيرات الجليدية في آيسلندا، وهي تقع في الطرف الجنوبي من الجبل الجليدي فاتناجوكول (Vatnajökull) بين الحديقة الوطنية سكافتافل (Skaftafell National Park) وهوفن (Höfn).
ظهرت أول مرة في 1934-1935، والبحيرة اتسعت من 7.9 كيلومتر مربع في عام 1975 إلى ما لا يقل عن 18 كيلومترا مربعا اليوم بسبب ذوبان الأنهار الجليدية الآيسلندية. 
و هي تقترب من عمق 200 متر، جوكولسارلون الآن ربما ثانى اعمق بحيرة في آيسلندا.